# Escudo de Extremadura

Escudo de Extremadura; modelo oficial de las instituciones.

Escudo heráldico de Extremadura, según el blasonado corregido.

Escudo de Extremadura; modelo logotipado de uso institucional según diseño de Alberto Corazón.

El escudo de Extremadura es descrito en el título I de la Ley 4/1985, de 3 de junio, del escudo, la bandera y del Día de Extremadura. 

Es un escudo con boca a la española. Timbrado en coronel abierto; compuesto de ocho florones de hojas de acanto, visibles cinco, engastado en piedras preciosas. Escudo medio partido y cortado. En el primer cuartel, de oro, un león rampante de gules linguado y uñado. En el segundo en campo de gules un castillo de oro mazonado de  sable. En el tercero en campo de azur dos columnas corintias de oro rodeadas de una cinta de plata con leyenda «Plus Ultra» cargada de letras de gules. En punta ondas de azur y plata. Sobre el todo un escusón de plata con una encina de sinople fustada.

La descripción oficial ha sido, sin embargo, objeto de numerosas críticas por parte de académicos heraldistas. Pedro Cordero Alvarado ha ofrecido un detallado estudio de los errores que comporta, tanto de diseño como de blasonado y fundamento histórico y heráldico, ofreciendo el siguiente:

Escudo cortado. 1.º: En campo de oro, un león de gules; partido, de gules, un castillo de oro, aclarado de azur. 2.º: De azur, una filacteria de plata, acostada y acolada a dos columnas corintias de oro, cargada en su centro con el lema: “PLUS ULTRA”, en letras de gules; en campaña, 4 ondas de plata y 4 de azur. Sobre el todo, un escusón cargado con una encina de sinople. Se timbra con una corona real abierta.

El escudo de Extremadura debe figurar en:
1. Los edificios de la comunidad autónoma.
2. Las banderas de Extremadura que se exhiben en los edificios o establecimientos de los distintos organismos públicos sitos en el territorio de la comunidad autónoma de Extremadura.
3. Los medios de transporte oficial de las instituciones autonómicas.
4. Los diplomas o títulos de cualquier clase, expedidos por autoridades representativas de instituciones autonómicas.
5. Los documentos, impresos, sellos y membretes de uso oficial de las instituciones autonómicas.
6. Las publicaciones oficiales de las instituciones de la comunidad autónoma.
7. Los distintivos oficiales, si los hubiere, usados por las autoridades representativas de instituciones autonómicas.
8. Los lugares u objetos de uso oficial que por su carácter especialmente representativo así se determine.

Las medidas del escudo estarán en proporción 5/6 por lo que se refiere a la relación altura-anchura.